# Планинц, Милка
Милка Планинц (сербохорв. Milka Planinc), урождённая Милка Малада (хорв. Milka Malada; 21 ноября 1924, с. Житник, округ Дрниш — 7 октября 2010, Загреб) — югославский хорватский государственный деятель, председатель Союзного Исполнительного Вече СФРЮ (1982—1986).

## Биография
Училась в Сплите, куда семья переехала в 1930 году. В 1941 году вступила в молодёжную коммунистическую организацию. Участвовала в антифашистском сопротивлении, была комиссаром роты, начальником отдела штаба дивизии, демобилизована из Югославской народно-освободительной армии в звании лейтенанта. С 1944 года — член Коммунистической партии Югославии.
В 1945 г. была одной из организаторов резни в Кочевских лесах (массовой казни коллаборационистов и их семей).
После войны сделала партийную и государственную карьеру в Хорватии.
С 1945 года работала в народном комитете г. Дрниш. Окончила Высшую административную школу в Загребе.

С 1947 года работала в компаниях Elektra и Dalekovod, с 1949 года — в аппарате Союза коммунистов Хорватии.
- 1954—1957 гг. — политический секретарь общинного комитета Трешневского района г. Загреба;
- 1957—1961 гг. — секретарь Скупщины района Трешневка г. Загреба, начальник городского секретариата по вопросам образования и культуры;
- 1961—1963 гг. — секретарь по культуре г. Загреба;
- 1963—1965 гг. — министр образования Хорватии;
- 1965—1967 гг. — председатель Комитета по образованию, науке и культуре Скупщины Хорватии;
- 1967—1971 гг. — председатель Скупщины Хорватии;
- 1971—1982 гг. — секретарь Союза коммунистов Хорватии. Приняла решение об аресте Франьо Туджмана и ряда других представителей «хорватской весны».

В 1982—1986 гг. — председатель Союзного Исполнительного Вече СФРЮ. При ней Югославия начала активно выплачивать внешний долг. Этот период характеризуется принятием ряда стабилизационных мер и ограничения импорта потребительских товаров, что привело к острой нехватке кофе, масла, сахара, моющих средств и многих других промышленных и продовольственных товаров. Было введено ограничение по продаже бензина (40 литров на автомобиль в месяц) и введено правило «чётности/нечётности знаков», когда разрешалось вождение, исходя из чётности/нечётности автомобильных номеров в, соответственно, чётные/нечётные дни месяца. Был введён также денежный депозит для едущих за рубеж, который постепенно увеличивается в каждом последующем пересечении границы в тот же календарный год.
Единственная женщина, которая была премьер-министром социалистической страны.
В 1986 году вышла на пенсию по состоянию здоровья.
Была замужем, имела сына и дочь.